# Estación Llolleo
Llolleo fue una estación de ferrocarriles chilena ubicada en la comuna de San Antonio, región de Valparaíso. Esta estación fue parte del Ramal Santiago-Cartagena.

## Historia
La estación fue parte del tramo original del ferrocarril que conectó a la ciudad de Santiago con Melipilla, siendo inaugurada en 1910.
El terremoto de 1985 provocó daños estructurales de consideración en el edificio de pasajeros de la estación, por lo cual tuvo que ser demolido.
En 2001 la Empresa de los Ferrocarriles del Estado realiza un convenio de diez años con la municipalidad de San Antonio en el cual le cede el uso del recinto de la estación. La municipalidad entonces reutiliza el edificio como la «Estación Cultural de Llolleo», En 2011 parte de los patios de maniobra de la estación fueron concedidos a una constructora, la cual edificó un supermercado Tottus y una playa de estacionamientos. A finales del año 2019 ambos cierran su operación.
Desde 2015 el patio de la estación comenzó a ser utilizado de forma irregular por camioneros transportistas; los vecinos han generado disputas con ellos por el uso de este espacio, llegando al nivel de protestas sociales.
En 2022, con el proyecto del Tren Alameda Melipilla, se hizo una solicitud formal para que el proyecto se extienda hasta San Antonio, y que incluya la reapertura de la estación de Llolleo.
En marzo de 2024 un incendio consumió la caseta de la exestación de trenes; el siniestro tuvo lugar durante la madrugada. En la madrugada del 29 de julio de 2025 otro incendio consumió en su totalidad el edificio principal de la estación.

## Infraestructura

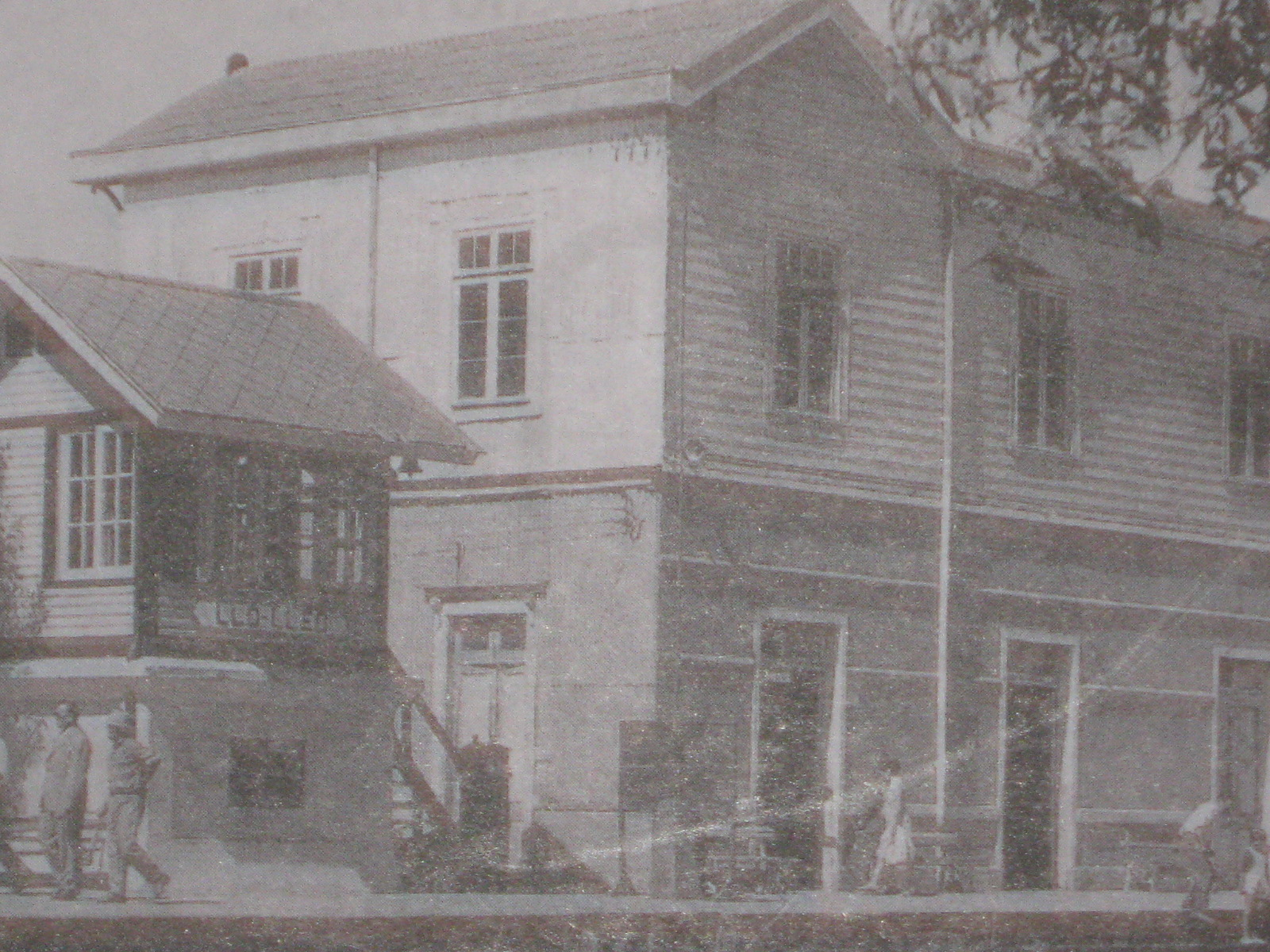
Edificio antiguo de la estación, c. 1910.

Actualmente solo queda en pie el edificio de la bodega que fue utilizado como centro cultural, mientras que el edificio principal de la estación fue demolido. El dintel del ingreso al recinto de la estación sigue en pie.
La cabina de movilización sufrió un incendio la noche del 12 de marzo de 2024, quedando destruido su segundo piso.

## Servicios
Hasta finales de la década de 1980, la estación prestó servicios de detención para el tren Santiago-San Antonio y estaciones intermedias; pero con el cierre del servicio, actualmente solo es punto de paso para trenes de carga y para el tren turístico Tren del Recuerdo.

## En la cultura popular
- La estación es parte de la película chilena Gracia y el forastero, en la que esta aparenta la estación de ferrocarriles de San Millán.[15]